# Алексеевка (Саткинский район)
Алексе́евка — деревня в Саткинском районе Челябинской области России. Входит в состав Айлинского сельского поселения. Находится на границе Челябинской области и Башкортостана.
Протекает река Ай.

## Население
| 2002 | 2010 |
| ---- | ---- |
| 135  | ↘84  |

По данным Всероссийской переписи, в 2010 году численность населения деревни составляла 84 человека (40 мужчин и 44 женщины).

## Уличная сеть
Уличная сеть деревни состоит из двух улиц.